# Aleksandra Dawidowicz
Aleksandra Katarzyna Dawidowicz (Kalisz, 4 de febrer de 1987) és una esportista polonesa que competeix en ciclisme de muntanya en la disciplina de camp a través, guanyadora d'una medalla de bronze al Campionat Mundial de Ciclisme de Muntanya de 2012, en la prova per eliminació.

## Palmarès en ciclisme de muntanya
- 2009
  -  Campiona del món sub-23 en Camp a través
  -  Campiona d'Europa sub-23 en Camp a través
- 2014
  -  Campió de Polònia en Camp a través per eliminació

## Palmarès en ruta
- 2005
  -  Campiona d'Europa júnior en Contrarellotge
- 2008
  -  Campió de Polònia sub-23 en ruta